# Rennes (métro de Paris)
Pour les articles homonymes, voir Rennes (homonymie).
Rennes est une station de la ligne 12 du métro de Paris, située dans le 6e arrondissement de Paris.

## Situation
La station est établie sous le boulevard Raspail, au niveau de l'intersection avec la rue de Rennes. Approximativement orientée nord/sud, elle s'intercale entre la station de correspondance Sèvres - Babylone et la station Notre-Dame-des-Champs, tout en étant géographiquement très proche de la station Saint-Placide sur la ligne 4.

## Histoire
La station est ouverte le 5 novembre 1910 avec la mise en service du premier tronçon de la ligne A de la Société du chemin de fer électrique souterrain Nord-Sud de Paris (dite Nord-Sud) entre Porte de Versailles et Notre-Dame-de-Lorette.
Elle doit sa dénomination à son implantation au croisement de la rue de Rennes, laquelle porte le nom de la ville de Rennes et débouche face à l'emplacement de l'ancienne gare de Paris-Montparnasse avant sa reconstruction dans les années 1960, rappelant ainsi l'une des principales destinations ferroviaires de cette gare.
Le 27 mars 1931, la ligne A devient la ligne 12 à la suite de l'absorption de la société du Nord-Sud le 1er janvier 1930 par sa concurrente : la Compagnie du chemin de fer métropolitain de Paris (dite CMP).
La station est fermée en 1939 dans le cadre du plan gouvernemental prévoyant un service réduit sur le réseau métropolitain, qui ne laisse subsister, par mesure d'économie, que 85 stations ouvertes. La plupart rouvrent après la Seconde Guerre mondiale, mais huit d'entre elles demeurent fermées, dont Rennes, car peu fréquentées, et deviennent des « stations fantômes » où les rames ne marquent plus l'arrêt.
La station est finalement rouverte le 20 mai 1968, après vingt-neuf années de fermeture, mais au prix d'horaires d'ouverture aménagés, toujours par mesure d'économie : la fermeture est fixée à 20 h en semaine, l'ouverture toute la journée n'étant pratiquée les dimanches et jours fériés. À cette occasion, les carreaux des piédroits, particulièrement dégradés compte tenu de l'absence d'entretien, sont recouverts d'un enduit peint en blanc.
À la demande des riverains, les horaires de service sont alignés le lundi 6 septembre 2004 sur ceux des autres stations du réseau. Seule la station Liège sur la ligne 13 conserve des horaires d'ouverture spécifiques, jusqu'en décembre 2006.
Dans le cadre du programme « Renouveau du métro » de la RATP, l'ensemble de la station est rénové le 7 octobre 2008.
En 2019, 1 181 641 voyageurs sont entrés à cette station ce qui la place à la 287e position des stations de métro pour sa fréquentation sur 302,.
En 2020, avec la crise du Covid-19, 506 779 voyageurs sont entrés dans cette station, ce qui la place à la 291e position sur 304 des stations de métro pour sa fréquentation,.
En 2021, la fréquentation remonte progressivement, avec 861 334 voyageurs qui sont entrés dans cette station ce qui la place à la 287e position des stations de métro pour sa fréquentation sur 304,.

## Services aux voyageurs

### Accès
La station dispose d'un accès et d'une sortie débouchant sur le terre-plein central du boulevard Raspail, au nord du carrefour avec la rue de Rennes. Leurs entourages sont du style caractéristique de la société du Nord-Sud.

Accès à la station
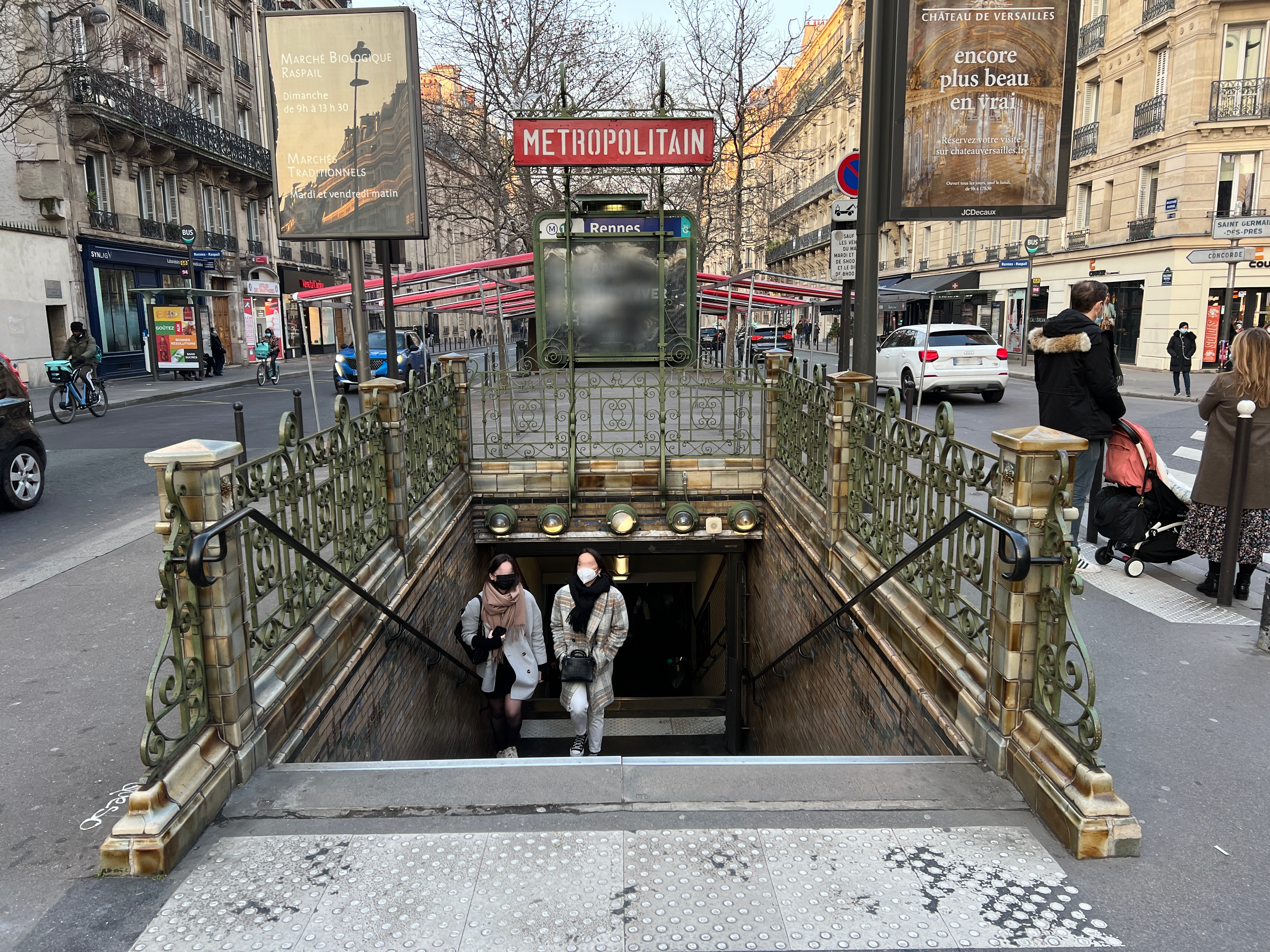
L'accès no 1 « Rue de Rennes ».
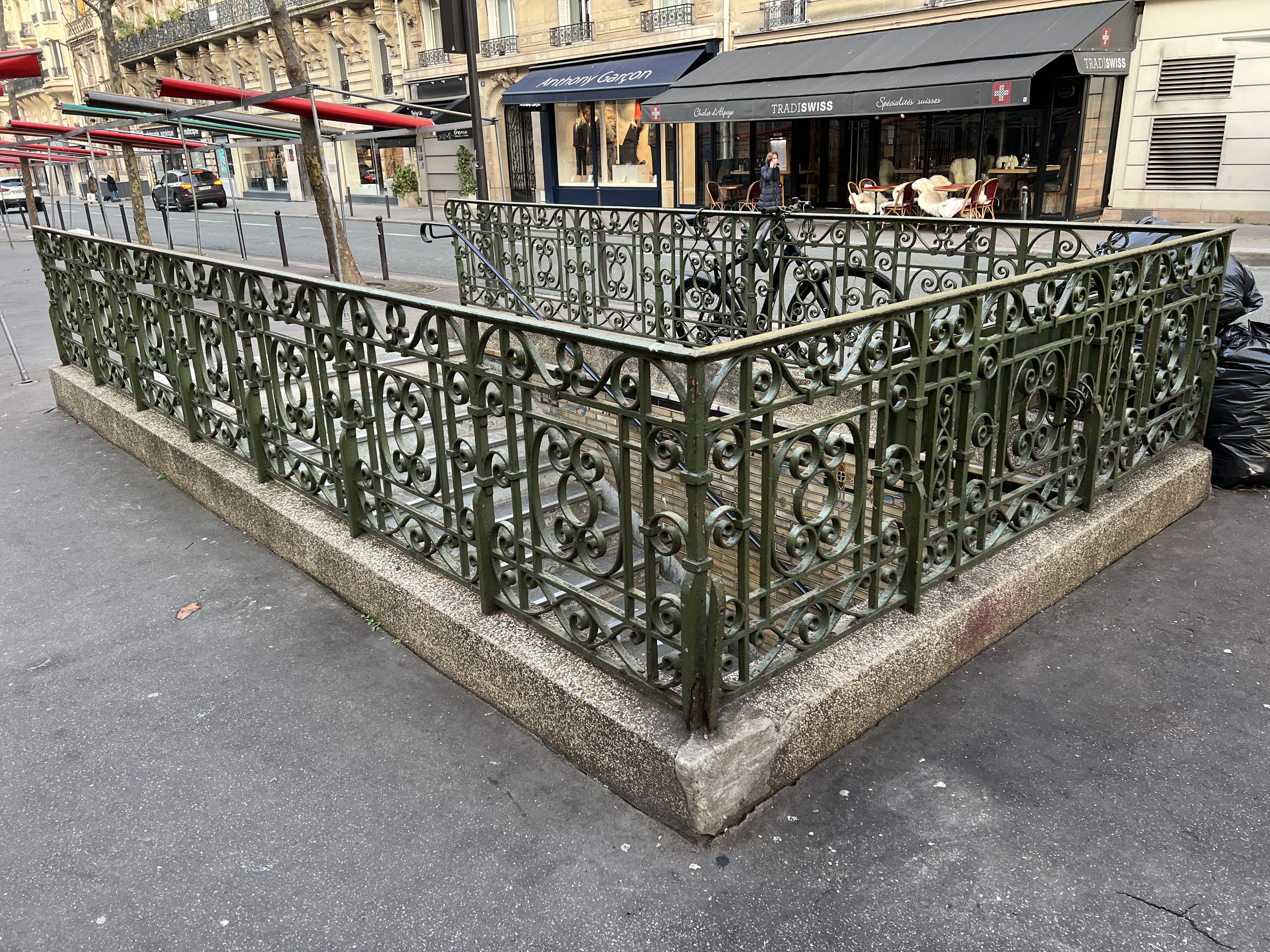
L'accès no 2 « Boulevard Raspail ».

.

### Quais
Rennes est une station de configuration standard : elle possède deux quais séparés par les voies du métro et la voûte est semi-elliptique, forme spécifique aux anciennes stations du Nord-Sud. La décoration est du style utilisé pour la majorité des stations du métro : les bandeaux d'éclairage sont blancs et arrondis dans le style « Gaudin » du renouveau du métro des années 2000, et les carreaux en céramique blancs biseautés recouvrent les piėdroits, la voûte, les tympans et les débouchés des couloirs. Les cadres publicitaires sont en céramique blanche et le nom de la station est inscrit en police de caractères Parisine sur plaques émaillées. Les sièges, de style « Akiko », sont de couleur orange. La station est une des rares de la ligne à ne pas avoir retrouvé son style « Nord-Sud » d'origine à sa rénovation dans le cadre du programme « Renouveau du métro », seules les directions inscrites en faïence sur les tympans étant reconduites. Les accès s'effectuent par l'extrémité sud.

### Intermodalité
La station est desservie par les lignes 39, 68, 89, 94, 95 et 96 du réseau de bus RATP et, la nuit, par les lignes N01, N02, N12 et N13 du réseau de bus Noctilien.